# Drysice
Drysice jsou obec Jihomoravského kraje ležící v severní části okresu Vyškov, žije zde 621 obyvatel. Nachází se 8 kilometrů severovýchodně od města Vyškov u silnice z Brna do Olomouce v nadmořské výšce 250 až 300 m n. m. Obec je půdorysně obdélníková náves s vybíhající silnicí na severozápad, umístěná na jihovýchodním úpatí Drahanské vrchoviny.

## Název
Na vesnici bylo přeneseno původní pojmenování jejích obyvatel Drsici odvozené od osobního jména Drs, což byla domácká podoba jména Drslav (které vzniklo zkrácením z Držislav). Význam místního jména byl "Drsovi lidé". Samohláska v první slabice je výsledkem výslovnosti slabikotvorného r (vyskytuje se už v nejstarších zápisech).

## Historie

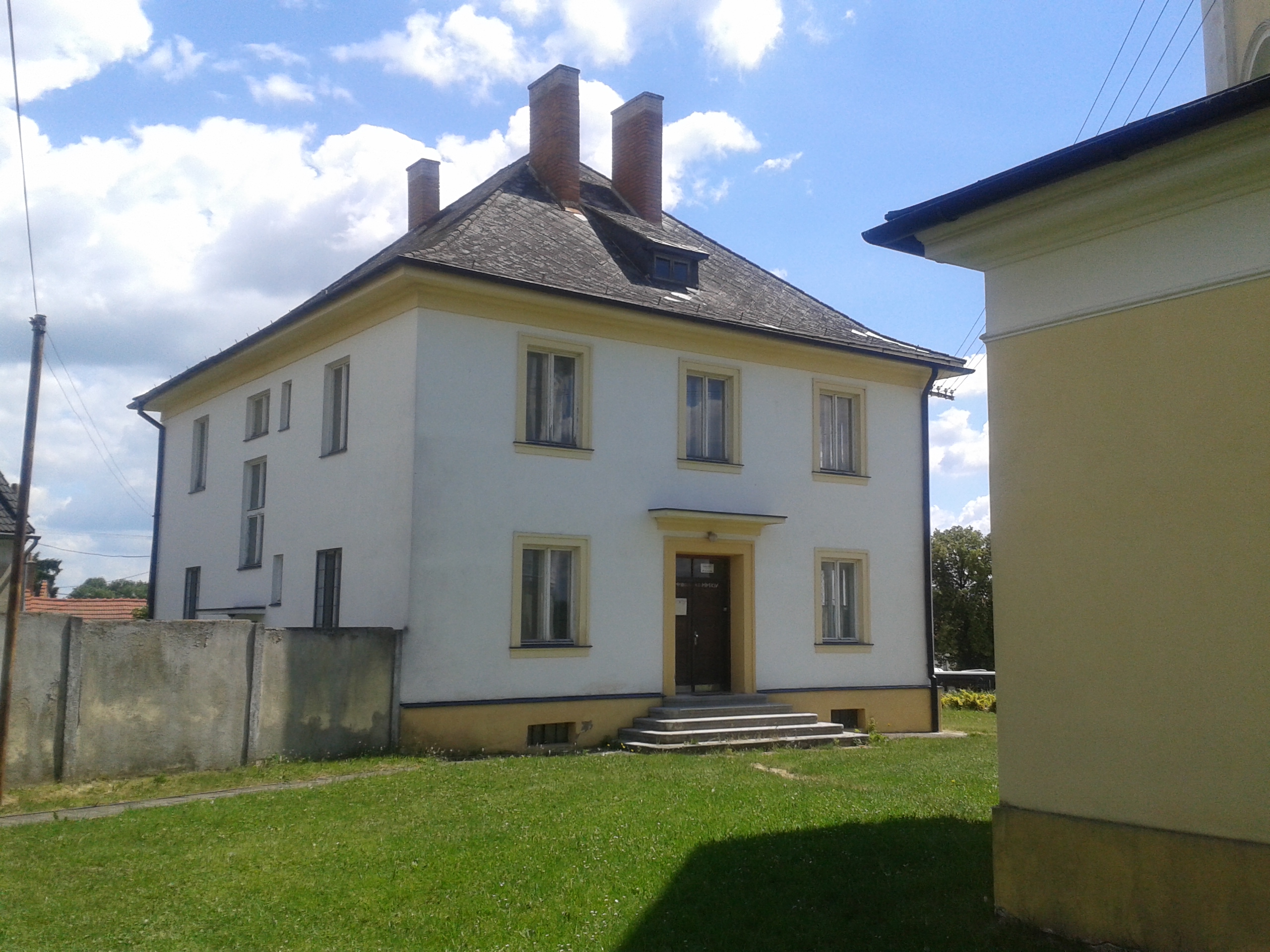
Farní budova (2014)

První písemná zmínka o obci pochází z roku 1201, kdy král Přemysl I. daroval Drysice (psáno Drissich) olomouckému biskupskému kostelu svatého Václava. Olomoucký biskup Robert daroval roku 1232 ves kostelu sv. Pantaleona v Pustiměři. Tehdy ještě nebyly Drysice zasaženy německou kolonizací. Část Drysic náležela jako panství biskupské držitelům hradu Mejlic. Tak roku 1389 Majnuš z Mejlic držel v Drysicích lénem dvůr s půldruhým lánem polí. Roku 1405 byl lán prodán pustiměřskému klášteru. Poplužní dvůr v Drysicích prodal olomoucký biskup Bohuše ze Zvole drysickému fojtovi Niklasowi s dalšími právy. V té době byla v Drysicích krčma, chalupy, cihelna, zahrady a vinice.

## Obyvatelstvo

### Struktura
V obci k počátku roku 2016 žilo celkem 566 obyvatel. Z nich bylo 278 mužů a 288 žen. Průměrný věk obyvatel obce dosahoval 41,5 let. Dle Sčítání lidu, domů a bytů, provedeného v roce 2011, žilo v obci 579 lidí. Nejvíce z nich bylo (19,2 %) obyvatel ve věku od 0 do 14 let. Děti do 14 let věku tvořily 19,2 % obyvatel a senioři nad 70 let úhrnem 4,3 %. Z celkem 468 občanů obce starších 15 let mělo vzdělání 43,2 % střední vč. vyučení (bez maturity). Počet vysokoškoláků dosahoval 6,4 % a bez vzdělání bylo naopak 0,2 % obyvatel. Z cenzu dále vyplývá, že ve městě žilo 295 ekonomicky aktivních občanů. Celkem 89,2 % z nich se řadilo mezi zaměstnané, z nichž 65,8 % patřilo mezi zaměstnance, 2,7 % k zaměstnavatelům a zbytek pracoval na vlastní účet. Oproti tomu celých 44,6 % občanů nebylo ekonomicky aktivní (to jsou například nepracující důchodci či žáci, studenti nebo učni) a zbytek svou ekonomickou aktivitu uvést nechtěl. Úhrnem 275 obyvatel obce (což je 47,5 %), se hlásilo k české národnosti. Dále 73 obyvatel bylo Moravanů a 7 Slováků. Celých 321 obyvatel obce však svou národnost neuvedlo.
Vývoj počtu obyvatel za celou obec i za její jednotlivé části uvádí tabulka níže, ve které se zobrazuje i příslušnost jednotlivých částí k obci či následné odtržení.
| Místní části   | Místní části | 1791 | 1834 | 1869 | 1880 | 1890 | 1900 | 1910 | 1921 | 1930 | 1950 | 1961 | 1970 | 1980 | 1991 | 2001 | 2011 |
| -------------- | ------------ | ---- | ---- | ---- | ---- | ---- | ---- | ---- | ---- | ---- | ---- | ---- | ---- | ---- | ---- | ---- | ---- |
| Počet obyvatel | část Drysice | 523  | 583  | 577  | 670  | 646  | 758  | 837  | 788  | 781  | 544  | 584  | 535  | 530  | 504  | 528  | 579  |
| Počet domů     | část Drysice | 93   | 102  | 105  | 110  | 118  | 134  | 151  | 160  | 179  | 163  | 153  | 155  | 153  | 172  | 178  | 184  |

### Náboženský život
Obec je sídlem římskokatolické farnosti Drysice. Ta je součástí děkanátu Vyškov – Olomoucké arcidiecéze – v Moravské provincii. Při censu prováděném v roce 2011 se 105 obyvatel obce (18%) označilo za věřící. Z tohoto počtu se 83 hlásilo k církvi či náboženské obci, a sice 61 obyvatel k římskokatolické církvi (11% ze všech obyvatel obce), dále 1 k pravoslavné a 1 k českobratrským evangelíkům. Úhrnem 153 obyvatel se označilo bez náboženské víry a 321 lidí odmítlo na otázku své náboženské víry odpovědět.

## Pamětihodnosti
- Farní kostel Narození Panny Marie
- Socha svatého Floriána na návsi z 18. století
- Boží muka
- Kříž
- Pomník padlých první světové války na návsi
- Zájezdní hostinec z 18. století

## Osobnosti
S obcí jsou spjaty tyto osobnosti:
- Jan Bébar (1799–1854), rodák, místní sedlák, poslanec Kroměřížského sněmu[12]
- Giovanni Coppa (1925–2016), kardinál, čestný občan Drysic[13][14]
- Ludmila Možná (1880–???), rodačka, učitelka, autorka odborných článků